# 诺曼·莱恩
诺曼·莱恩（英語：Norman Lane，1919年11月6日—2014年8月6日），加拿大男子皮划艇运动员。他曾代表加拿大参加1948年和1952年夏季奥林匹克运动会皮划艇比赛，其中1948年奥运会获得一枚铜牌。